# Uhlíkov
Uhlíkov (deutsch Uhligsthal) ist eine Grundsiedlungseinheit des Truppenübungsplatzes Boletice in Tschechien. Die Wüstung liegt zehn Kilometer nördlich von Horní Planá im Böhmerwald und gehört zum Okres Český Krumlov.

## Geographie
Uhlíkov befindet sich im Bergland Želnavská hornatina in einem vom Bach Záhvozdenský potok und zwei Zuflüssen gebildeten Talkessel auf dem Gebiet des Landschaftsschutzgebietes Šumava. Nördlich erheben sich der Dlouhý hřbet (Langer Berg, 1089 m n.m.) und die Černá stěna (Schwarze Steinwand, 1023 m n.m.), im Osten der Uhlíkovský kopec (1008 m n.m.), die Skalky (1130 m n.m.) und der Knížecí stolec (Fuchswiesenberg, 1236 m n.m.), südöstlich die Suchá hora (Dürrenberg, 1080 m n.m.), im Süden der Bulov (Ochsenberg, 966 m n.m.) und der Černý les (Schwarzwald, 1007 m n.m.), östlich der Nad Uhlíkovem (Pendelberg, 965 m n.m.) sowie im Nordosten die Hůrka (888 m n.m.), der Korunáč (Großer Kronetberg, 920 m n.m.) und der Korunáček (Kleiner Kronetberg, 994 m n.m.).

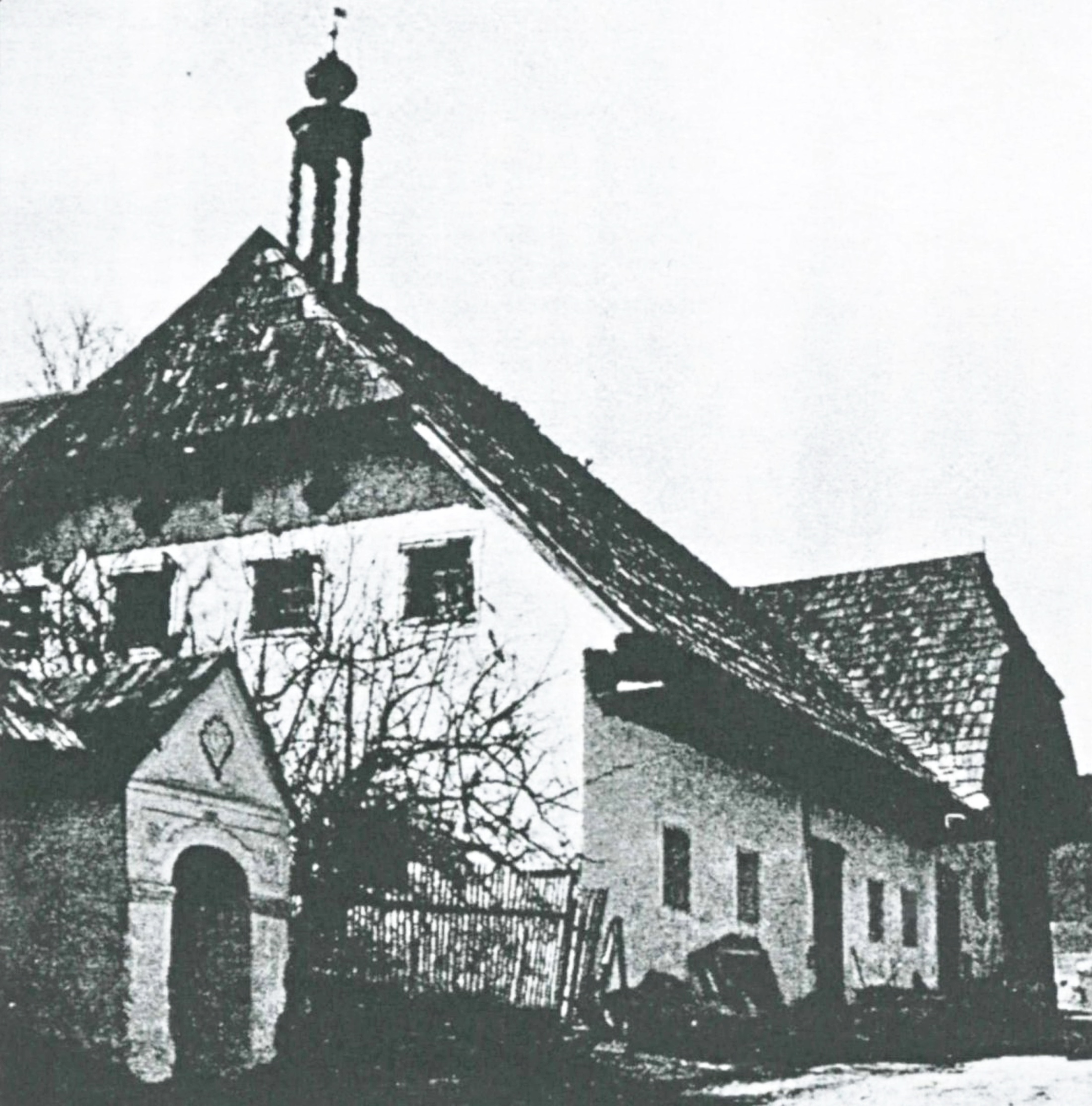
Kapelle und Haus Nr. 7 in Uhlíkov in der ersten Hälfte des 20. Jahrhunderts

Gegen Norden liegen die Wüstungen Jodlovy Chalupy, Horní Sněžná sowie die Einschichten Čtyří Domy, Dvojdomí und Sedmidomí, nordöstlich Arnoštov sowie die Wüstungen Zlatá, Gamsau und Květná, im Osten die Wüstungen Zadní Bor, Račín, U Kokše, Starý Špičák und Nový Špičák, südöstlich die Wüstungen Jablonec, Bozdova Lhota, Otice, Staré Hutě und Maňávka, im Süden die Wüstung Žumberský Mlýn und Slunečná, südwestlich Záhvozdí und V Černém Lese, im Westen die Wüstungen Zelená Hora und U Gabriela, Pěkná und Brod sowie nordwestlich Chlum und Nové Chalupy. 

## Geschichte
Uhligsthal wurde im Jahre 1822 durch Joseph II. Fürst zu Schwarzenberg in den Wäldern der Allodialherrschaft Krumau als Holzhackersiedlung für den angestiegenen Scheitholzbedarf des Schwarzenbergschen Schwemmkanals angelegt. Die neue Siedlung bestand aus 16 Chaluppen, die sich in einem Talkessel des damals noch als Kriebach bezeichneten Záhvozdenský potok (Hintringer Bach bzw. Strumbach) linksseitig des Weges von Hintring nach Ernstbrunn (Arnoštov) aneinanderreihten. Die neuen Bewohner des nach einem Fürstlichen Forstbeamten namens Ulrich benannten Ortes kamen aus anderen Böhmerwalddörfern sowie Oberösterreich und Bayern; es waren die Familien Klein, Lemberger, Schneider, Florian, Lustig, Hable, Pendelin, Florian, Kinateder, Lex, Fechter, Kellermann, Schichl, Florian, Rauchmann und Schönberger. Die Chaluppen führten abweichend von den damaligen Gepflogenheiten keine Hausnamen, sondern wurden nach ihrer Reihung als erste bis sechzehnte Chaluppe bezeichnet. Jeder der Siedler erhielt fünf bis sechs Joch Land zu einer mäßigen Pacht für die Erzeugung der allernötigsten Lebensmittel und die Ernährung eines kleinen Nutzviehstandes. Die Siedler erwarben das Eigentum an den von ihnen zu erbauenden Häusern mit dem Vorbehalt eines Einlösungsrechtes bei der unbegründeten Nichterfüllung ihrer Verpflichtungen. Diese bestanden aus dem jährlichen Verhacken von 100 Klaftern Holz zu einem Festpreis; darüber hinausgehende Scheitholzmengen wurden mit einem höheren Preis vergütet. Diese Arbeiten hatten nach der Schneeschmelze zu beginnen und die tägliche Menge sollte zwei Klafter betragen. Während dieser Zeit lebten die Holzhacker in selbst errichteten Waldhütten in ihrem zugewiesenen Schlag. Je nach Entfernung vom Wohnhaus kehrten sie mehrmals in der Woche nach Hause zurück oder lebten wochenlang im Wald, wo sie durch ihre Familien mit Nahrung versorgt wurden. Ab Mitte Juni kehrten die Männer aus dem Wald zurück und konnten ihre häuslichen Obliegenheiten erledigen. Uhligsthal war eine der acht Holzhauergemeinden mit eigener Ortsgerichtsbarkeit.
Im Jahre 1840 bestand die Dominikal-Holzhauerkolonie Uligsthal aus 16 Häusern mit 116 Einwohnern. Pfarrort war Salnau. 1843 regelte die Herrschaft Krumau in einem 1844 durch Johann Adolf II. zu Schwarzenberg bestätigten Vertrag mit den Bewohnern die Eigentumsverhältnisse in den Uhligsthaler Holzhacker-Ansiedlungen. Bis zur Mitte des 19. Jahrhunderts blieb Uhligsthal der Allodialherrschaft Krumau untertänig.
Nach der Aufhebung der Patrimonialherrschaften bildete Uhligsthal ab 1849 einen Ortsteil der Gemeinde Hintring im Gerichtsbezirk Oberplan. Im Jahre 1854 wurden von Uhligsthal auf dem Hintringer Bach 26.000 m³ Scheitholz zur Moldau geflößt und vom Salnauer Schwemmplatz über das Scheiterstraßl mit Fuhrwerken hinauf zum Kanal transportiert. Ab 1868 gehörte das Dorf zum Bezirk Krumau. Von den Einheimischen wurde das Dorf Ualdrigstol genannt. Im Oktober 1871 verursachte ein Sturm schwere Schäden in den Wäldern um Uhligsthal. Zum Ende des 19. Jahrhunderts fand Údolí als tschechischer Ortsname Verwendung. Im Jahre 1910 bestand Uhligsthal aus 31 Häusern und hatte 225 Einwohner. Im Ort gab es eine Schule, ein fürstliches Forst- und Hegerhaus und eine Kapelle; abseits lag auf einer größeren Lichtung das einschichtige Hegerhaus Kokschenheger (U Kokše). Beim Zensus von 1921 lebten in den 32 Häusern von Uhligsthal 291 Personen. 1924 wurde Uhlíkov als tschechischer Ortsname eingeführt. Im Oktober 1938 wurde das Dorf in Folge des Münchner Abkommens dem Deutschen Reich zugeschlagen und gehörte bis 1945 zum Landkreis Prachatitz. Nach dem Ende des Zweiten Weltkriegs kam Uhlíkov an die Tschechoslowakei zurück und wurde wieder dem Okres Český Krumlov zugeordnet. 1945 bestand Uhlíkov aus 32 Häusern. Die deutschböhmische Bevölkerung wurde auf Grund der Beneš-Dekrete zum großen Teil vertrieben und der Ort nur in geringem Umfang mit Tschechen wiederbesiedelt. Im Zuge der Gebietsreform von 1948 wurde die Gemeinde Hintring dem Okres Prachatice zugeordnet. 1949 wurde die Gemeinde Hintring in Záhvozdí umbenannt. Im Jahr darauf erfolgte die Auflösung der Gemeinde; dabei wurde Uhlíkov dem Truppenübungsplatz Boletice zugeschlagen und devastiert. 
Von Uhlíkov sind nur noch der Teich Uhlíkovský rybník, die Ruine der Kapelle sowie Grundmauern von Häusern erhalten.

## Ortsgliederung
Der Katastralbezirk Uhlíkov u Českého Krumlova umfasst neben Uhlíkov auch die Wüstungen U Kokše (Kokschenheger) und Zelená Hora (Grünberger).

## Sehenswürdigkeiten
- Ruine der Kapelle in Uhlíkov
- Kapelle in Zelená Hora, sie wurde 1996 renoviert